# ジャスティン・チャンセラー
ジャスティン・チャンセラー（Justin Chancellor、1971年11月19日 - ）は、アメリカ合衆国のミュージシャン、ベーシストである。トゥールのメンバーである。イギリス出身。

## 人物
- イングランドのケントにあるトンブリッジスクールで教育を受け、スライスオブライフというバンドのベーシストとして下宿のダイニングルームでコーリーハートの「サングラスナイト」のカバーバージョンを演奏していた。
- ジャスティンは田舎育ちで羊飼いの仕事をしたのち、映画の仕事をするためにニューヨークへ渡米し、メンバーと出会い親密な関係となった。
- 1995年に初代ベーシストのポールの脱退を機にオーディションを受け、バンドに加入した。
- 1996年のトゥールのアルバム『Ænima』から正式メンバーとなった。
- サッカーファンである。
- トゥールのヨーロッパ・ツアーでは彼の別バンド、Peachが前座を務めた。

- ジャスティンは、トゥール以外の活動では、様々なミュージシャン[誰?]の作品[どれ?]に参加している。